# Xavier Llorens
Pour les articles homonymes, voir Llorens (homonymie).
 (juillet 2017).
Si vous disposez d'ouvrages ou d'articles de référence ou si vous connaissez des sites web de qualité traitant du thème abordé ici, merci de compléter l'article en donnant les références utiles à sa vérifiabilité et en les liant à la section « Notes et références ».
Francesc Xavier Llorens Rodríguez, plus connu comme Xavi Llorens, né le 5 juin 1958 à Cardedeu (province de Barcelone, Espagne), est un entraîneur espagnol qui, entre 2006 et 2017, a entraîné l'équipe féminine du FC Barcelone en première division.

## Biographie
Xavi Llorens commence sa carrière en entraînant au sein de La Masia, le centre de formation du FC Barcelone. Il entraîne plusieurs jeunes qui deviendront ensuite professionnels au premier niveau. Llorens est le premier entraîneur qu'a eu Lionel Messi en arrivant au Barça en 2001 à l'âge de 13 ans. Llorens remarque son grand potentiel et le surnomme le « petit Maradona ».
En juin 2006, Llorens est nommé entraîneur de l'équipe féminine du FC Barcelone. Il est remplacé en juillet 2017 par Fran Sánchez.
Avec l'équipe féminine, il remporte quatre fois de suite le championnat d'Espagne (2012, 2013, 2014 et 2015) et quatre Coupes d'Espagne (2011, 2013, 2014 et 2017).